# Pardosa costrica
Pardosa costrica är en spindelart som beskrevs av Chamberlin och Ivie 1942. Pardosa costrica ingår i släktet Pardosa och familjen vargspindlar.
Artens utbredningsområde är Costa Rica. Inga underarter finns listade i Catalogue of Life.